# Avstralska narodna knjižnica
Avstralska narodna knjižnica (National Library of Australia) je največja referenčna knjižnica v Avstraliji. V letih 2012–2013 je vsebovala 6.496.772 predmetov, in dodatnih 15.506 m rokopisnega material.